# Deutsche Schlafwagen- und Speisewagengesellschaft
Die Deutsche Schlafwagen- und Speisewagengesellschaft (auch Deutsche Schlaf- und Speisewagengesellschaft; später Deutsche Service-Gesellschaft der Bahn, abgekürzt DSG) war ein Tochterunternehmen der Deutschen Bundesbahn mit Sitz in Frankfurt am Main. Sie bestand bis 1994.

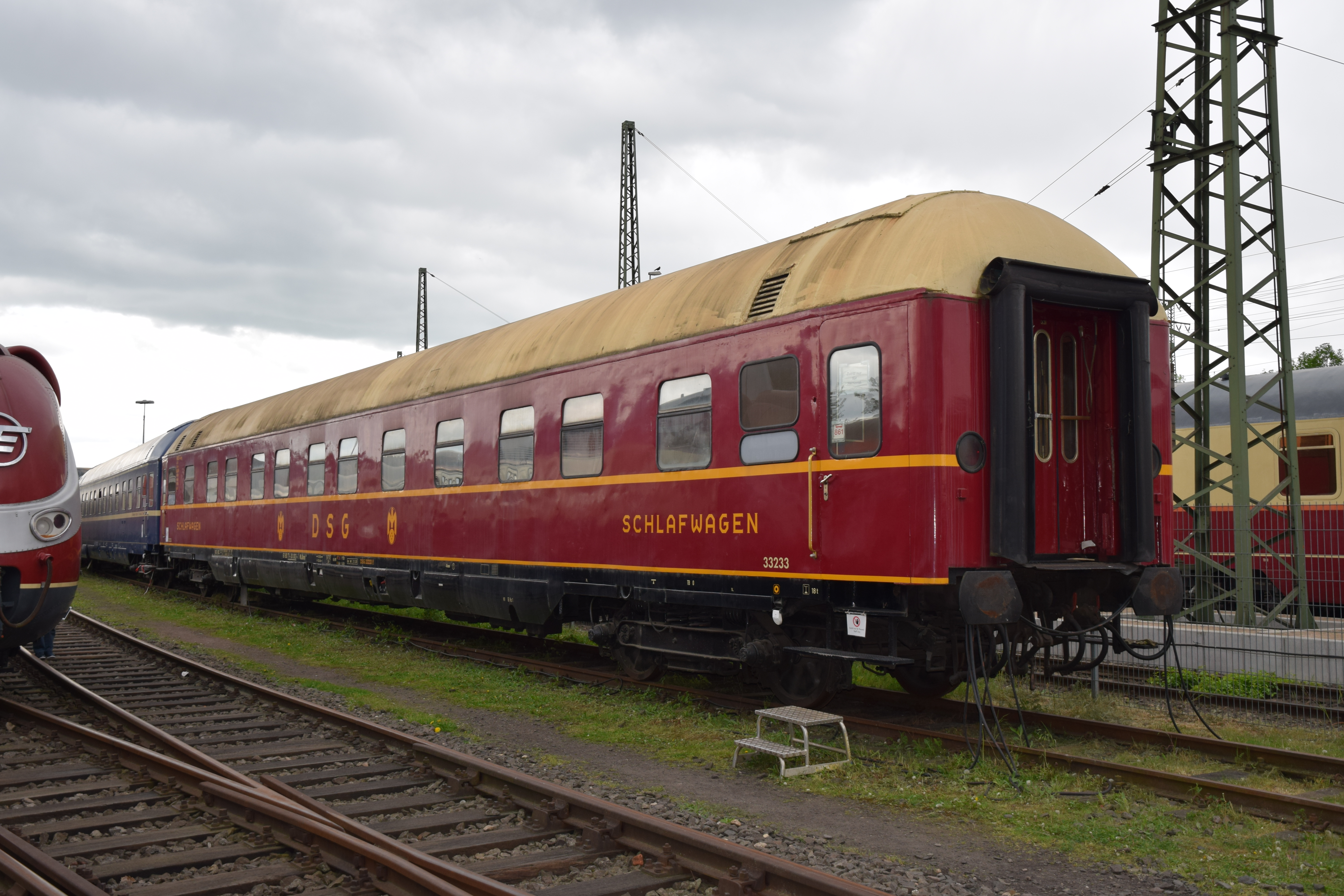
DSG-Schlafwagen

## Geschichte

### Vorgeschichte
Mit Kriegsende am 8. Mai 1945 kam der Eisenbahnbetrieb und so auch der Verkehr der MITROPA, die den Schlaf- und Speisewagenverkehr der Deutschen Reichsbahn geführt hatte, völlig zum Erliegen. Die Teilung Deutschlands in vier Besatzungszonen führte zu unterschiedlichen Entwicklungen sowohl bei den Bahnverwaltungen als auch im Schlaf- und Speisewagenverkehr.
In Frankfurt am Main nahmen nach Kriegsende einige der dortigen MITROPA-Mitarbeiter unter Führung des späteren DSG-Geschäftsführers Karl Mutz zunächst den Bestand an verbliebenen Wagen und Infrastruktur auf. Diese Mitarbeiter firmierten unter der Bezeichnung „MITROPA Niederlassung West“, die im Herbst 1945 den mündlichen Befehl seitens der amerikanischen Besatzungsmacht erhielten, die Betreuung der US-Militärzüge mit noch betriebsbereiten Schlaf- und Speisewagen zu übernehmen. Karl Mutz fungierte als Niederlassungsleiter, der mit Schreiben vom 1. Dezember 1947 die Niederlassung eigenmächtig in „MITROPA Direktion West“ umbenannte und somit den Betriebsteil auch formal von der in Berlin residieren und unter der Regie der Reichsbahn (Ost) weiterarbeitenden MITROPA abkoppelte. Die MITROPA Direktion West übernahm auch die Zuständigkeit für die Französische Besatzungszone, wo die Nachfolge der Reichsbahn bei der Betriebsvereinigung der Südwestdeutschen Eisenbahnen (SWDE) und deren Vorgängerorganisationen lag. Hier fand die MITROPA Direktion West aber fast keine Wagen und nur wenig Infrastruktur der alten MITROPA vor – darunter die MITROPA-Kellerei in Traben-Trarbach. Mit Sitz in Hamburg-Altona wurde der Reichsbahn-Speisewagen- und Schlafwagen-Betrieb (RSB), ab 1948 Eisenbahn-Speisewagen- und Schlafwagen-Betrieb (ESB) für die Britische Besatzungszone eingerichtet. Ab Sommer 1947 verkehrten auch wieder Schlaf- und Speisewagen im Zivilverkehr der britischen und amerikanischen Zonen.
Am 25. Januar 1949 unterschrieben Fritz Busch, Generaldirektor der Deutschen Reichsbahn in der Westzone, und Gerd Bucerius, Rechtsanwalt in Hamburg, den Gründungsvertrag für die neu zu gründende Deutsche Schlafwagen- und Speisewagengesellschaft (DSG). Die Eintragung ins Handelsregister erfolgte am 1. Februar 1950 beim Amtsgericht Frankfurt am Main.

### Anfänge
Der Vertrag führte beide Betriebe, die MITROPA Direktion West in Frankfurt und die ESB in Hamburg, unter dem Namen Deutsche Schlafwagen- und Speisewagengesellschaft zusammen. Am 1. April 1950 nahm sie offiziell ihren Betrieb auf.
Die Gesellschaft verfügte über 118 Schlafwagen, 88 Speisewagen, 50 Küchenwagen und sieben Wagen des Rheingold-Zuges. Neben der Aufarbeitung des aus der Kriegszeit schadhaften Bestandes wurden auch Behelfsspeisewagen eingerichtet.
Die ersten neuen Schlafwagen wurden 1950 beschafft, basierten aber noch auf einer Vorkriegskonstruktion. 1953 wurden erste Schlafwagen in der 26,4-m-Ausführung vorgestellt. Im gleichen Jahr beschaffte die Deutsche Bundesbahn (DB) erste Neubauwagen mit Speiseabteilen, die von der DSG bewirtschaftet wurden. 1962 wurden dann Vollspeisewagen auf der Basis des UIC-X-Wagens für den Rheingold beschafft. Sie hatten eine zweistöckige Küche und wurden als Buckelspeisewagen bekannt. Ab 1965 wurden neue Speisewagen für den übrigen Verkehr gebaut, wieder einstöckig, dafür mit 27,5 m Länge.

### Entwicklung
Bis 1955 beschränkte sich die DSG auf den Verkehr im Bereich der DB, da die Compagnie Internationale des Wagons-Lits (CIWL) mit den meisten Deutschland benachbarten Staatsbahnen Monopolverträge abgeschlossen hatte.  1954 wurde die DSG als Mitglied in die Europäische Reisezugfahrplankonferenz aufgenommen. Gleichzeitig schloss sie bei der Fahrplankonferenz in Budapest ein Abkommen mit der Compagnie Internationale des Wagons-Lits, das die Verhältnisse beider Gesellschaften zueinander regelte. Vorläufer war ein Vertrag, den MITROPA und CIWL in der Zwischenkriegszeit 1923 geschlossen hatten. Seitdem bediente die DSG auch wieder den internationalen Verkehr.

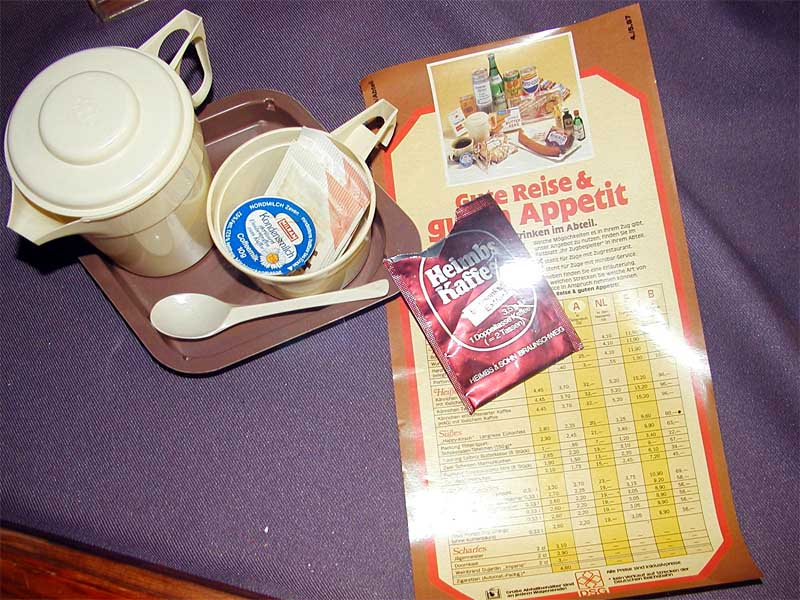
Einige Produkte der DSG

Ab dem Sommerfahrplan 1955 führte die DSG den „Abteil-Verkaufswagen“ für Züge ein, die Speisewagen oder Speiseabteil nicht führten. Das waren kleine, fahrbare Verkaufswagen, um die Reisenden mit Heiß- und Kaltgetränken, warmen Würstchen, abgepackten Broten, Snacks und Süßigkeiten zu versorgen. Die Wagen wurden am Heimatbahnhof bestückt und konnten bei längeren Haltezeiten oder im Zielbahnhof vom Verkaufspersonal an den jeweiligen DSG-Depots nachgefüllt werden. Später erhielt dieser Service die Bezeichnung „Minibar“. Ein Mitarbeiter schob einen Wagen durch den Zug und bediente Fahrgäste am Platz.
1966 übernahm die DB die Speisewagen der DSG, diese war fortan nur noch für deren Bewirtschaftung zuständig. 1974 gab die DSG auch die Schlafwagen ab. Sie wurden in den europäischen Schlafwagenpool TEN eingegliedert, wobei auch hier die Bewirtschaftung bei der DSG blieb.

### Ende
Nach der deutschen Wiedervereinigung fusionierten DSG und MITROPA 1994. Angesichts der erheblichen Vermögenswerte im Besitz der MITROPA ging die DSG bei der Fusion in der MITROPA auf. Damit war die DSG eines der wenigen westdeutschen Unternehmen, das von einem ehemaligen DDR-Unternehmen übernommen wurde.

## Betrieb
Die DSG bewirtschaftete Schlafwagen, Speisewagen sowie die Halbspeisewagen, Büffetwagen, Snackbarwagen und Liegewagen der Deutschen Bundesbahn, die Züge der US-Truppen in Deutschland, die deutschen Fährschiffe der Vogelfluglinie, die Gastronomie vieler Empfangsgebäude in der Bundesrepublik Deutschland und das Restaurant im Westberliner Bahnhof Zoo. Hinzu kamen Gesellschaftswagen, die häufig bei Betriebs- und ähnlichen Ausflügen angemietet wurden. In den 1970er Jahren wurden versuchsweise Selbstbedienungs-Speisewagen (Quick-Pick) eingesetzt.

## Corporate Design

Logo bis 1971

Die DSG führte bis 1971 das aus einem stilisierten „M“ mit Adlerkopf über einem vierspeichigen Rad in ovalem Rahmen bestehende Firmenzeichen der Vorkriegs-Mitropa weiter, volkstümlich als „Gefriergans“ bezeichnet. Auch die Gestaltung der DSG-eigenen Wagen orientierte sich zunächst an der alten MITROPA, einschließlich einer eigens für die MITROPA entworfenen Schriftart, der „Schulpig-Schrift“ von Karl Schulpig. Die Grundfarbe der Wagen änderte sich im Laufe der 1950er Jahre von RAL 3003 rubinrot auf das dunklere RAL 3004 purpurrot. Letztere Farbe war auch noch bei der experimentellen Pop-Lackierung in den frühen 1970er Jahren die exklusive Kennfarbe der Schlaf- und Speisewagen.
Ab 1971 erschien ein moderneres Logo in Form eines quadratischen „Kleeblatts“. Dieses wurde auch auf den DSG-eigenen Schlafwagen angebracht. Die moderneren Wagen gingen im Laufe der 1970er Jahre in den Schlafwagenpool über und erhielten „Trans Euro Nacht“-Aufschriften nach internationalem Standard, behielten aber zunächst die purpurrote Grundfarbe und wurden erst später kobaltblau umlackiert. Die DSG verwendete das Kleeblatt-Logo bis zur Vereinigung mit der MITROPA.

## Organisation

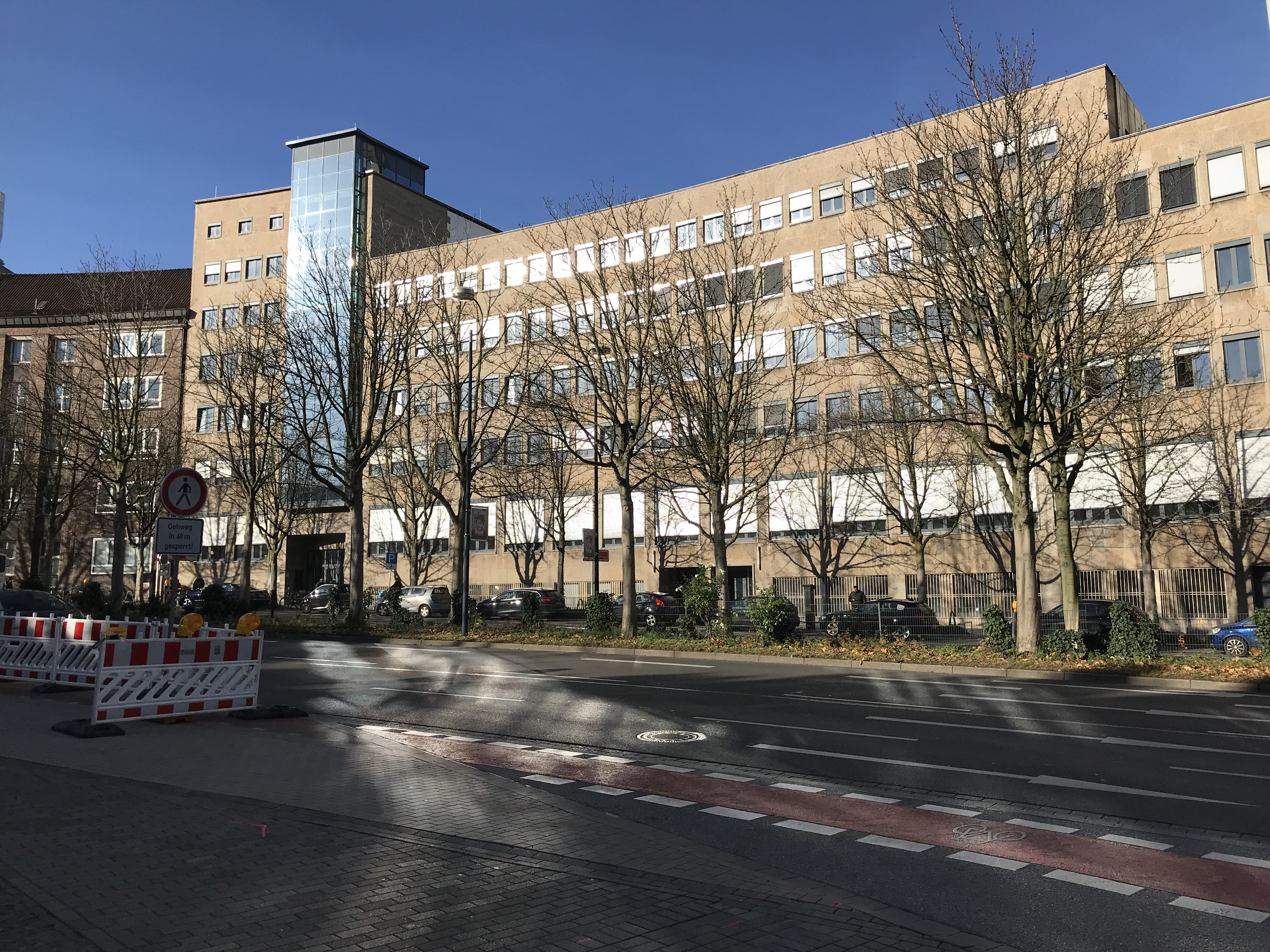
Bürogebäude Königswall 25–27 in Dortmund, Sitz der BL Dortmund der DSG

Die DSG hatte fünf Bezirksleitungen (BL) in den Städten Hamburg, Dortmund, Köln, Frankfurt am Main und München, von denen aus Personaleinsatz und Versorgung der Speise-, Schlaf- und Liegewagen organisiert war.

## Sonstiges
Die DSG besaß einige Immobilien, unter anderem ein Bürohaus in Frankfurt am Main sowie von 1965 bis 1979 ein Ferienheim in Sigiswang im Allgäu. Ab 1980 nutzte die DSG das neue Ferienheim „Seefriede“ in Bodensdorf am Ossiacher See in Kärnten. Von 1957 bis ca. 1964 wurde auch das Schulungszentrum Aumenau a. d. Lahn als Ferienheim, vor allem in den Ferienzeiten genutzt. Der Standort ist heute noch als Hotel „Lahngold“ vorhanden und enthielt einen Restaurantbetrieb. Das Gebäude steht seit ca. 2022 leer und verfällt.
Bis ca. 1973 betrieb die DSG die von der Vorkriegs-MITROPA übernommene Weinkellerei in Traben-Trarbach.